# قلعه تاکی‌یاما (توکیو)
قلعه تاکی‌یاما (به ژاپنی: 滝山城, Takiyama-jō)، یک قلعه ژاپنی است که در نزدیکی شهر هاچیئوجی، توکیو در ژاپن واقع شده است.